# دایره بوگونی
دایره بوگونی (به لاتین: Bougouni Cercle) یک منطقهٔ مسکونی در مالی است که در استان سیکاسو واقع شده‌است. دایره بوگونی ۲۰٬۰۲۸ کیلومتر مربع مساحت و ۴۵۹٬۵۰۹ نفر جمعیت دارد.